# The Bali Times
The Bali Times – indonezyjska gazeta lokalna wydawana na wyspie Bali, ukazująca się w języku angielskim. Została założona w 2005 roku.
Nakład „The Bali Times” wynosi 23 tys. egzemplarzy.
Ukazuje się jako dziennik, przy czym w piątki wychodzi osobne cotygodniowe wydanie gazety.
Na łamach gazety publikuje się wiadomości ogólne, informacje o stylu życia, kulturze i sztuce, a także informacje o podróżach i wykazy nieruchomości.
Funkcjonuje także pokrewny anglojęzyczny serwis informacyjny thebalitimes.com.